# 232409 Dubes
232409 Dubes è un asteroide della fascia principale. Scoperto nel 2003, presenta un'orbita caratterizzata da un semiasse maggiore pari a 2,3705579 UA e da un'eccentricità di 0,2059393, inclinata di 7,02336° rispetto all'eclittica.